# Ізобільненська сільська рада (Нижньогірський район)
Ізобі́льненська сільська́ ра́да — адміністративно-територіальна одиниця та орган місцевого самоврядування в Нижньогірському районі Автономної Республіки Крим. Адміністративний центр — село Ізобільне.

## Загальні відомості
- Населення ради: 1 408 осіб (станом на 2001 рік)

## Населені пункти
Сільській раді були підпорядковані населені пункти:
- с. Ізобільне

## Склад ради
Рада складалася з 16 депутатів та голови.
- Голова ради: Назарова Любов Григорівна
- Секретар ради: Слесаренко Любов Вікторівна

### Керівний склад попередніх скликань
| Прізвище, ім'я, по батькові    | Основні відомості                                                                             | Дата обрання | Дата звільнення |
| ------------------------------ | --------------------------------------------------------------------------------------------- | ------------ | --------------- |
| Харламова Валентина Мефодіївна | Сільський голова, 1954 року народження, член Соціал-демократичної партії України (об'єднаної) | 26.03.2006   | 31.10.2010      |
| Назарова Любов Григорівна      | Сільський голова, 1959 року народження, освіта вища, член Партії регіонів                     | 31.10.2010   |                 |

Примітка: таблиця складена за даними сайту Верховної Ради України

### Депутати
За результатами місцевих виборів 2010 року депутатами ради стали:

#### За суб'єктами висування
| Суб'єкт висування | Кількість обраних депутатів | %   |
| ----------------- | --------------------------- | --- |
| Самовисування     | 16                          | 100 |

#### За округами
| № округу | Прізвище, ім'я, по батькові    | Дата визнання обраним | Освіта             | Партійна приналежність | Відомості про обраного депутата                                                       |
| -------- | ------------------------------ | --------------------- | ------------------ | ---------------------- | ------------------------------------------------------------------------------------- |
| 1        | Маркіна Світлана Сильвестрівна | 03.11.2010            | вища               | член Партії регіонів   | Ізлбільненський будинок культури, директор                                            |
| 2        | Копейка Олена Анатоліївна      | 03.11.2010            | середня            | член Партії регіонів   | домогосподарка                                                                        |
| 3        | Пігарева Людмила Анатоліївна   | 03.11.2010            | середня спеціальна | член Партії регіонів   | домогосподарка                                                                        |
| 4        | Іванчук Андрій Вікторович      | 03.11.2010            | вища               | позапартійний          | Ізобільненська загальноосвітня школа, вчитель праці                                   |
| 5        | Андреєва Алла Валентинівна     | 03.11.2010            | вища               | позапартійна           | Нижньогірське управління праці та соціального захисту населення, соціальний працівник |
| 6        | Капейка Наталія Андріївна      | 03.11.2010            | вища               | член Партії «Союз»     | пенсіонер                                                                             |
| 7        | Січковська Олена Володимирівна | 03.11.2010            | середня            | член Партії «Союз»     | Ізобільненська загальноосвітня школа, кухар                                           |
| 8        | Федорович Любов Володимирівна  | 03.11.2010            | вища               | позапартійна           | Ізобільненський фельдшерсько-акушерський пункт, завідувачка                           |
| 9        | Петренко Сергій Миколайович    | 03.11.2010            | вища               | член Партії регіонів   | Ізобільненська загальноосвітня школа, заступник директора                             |
| 10       | Гайсіна Тетяна Олексіївна      | 03.11.2010            | середня            | член Партії регіонів   | Ізобільненська загальноосвітня школа, завгосп                                         |
| 11       | Касій Галина Павлівна          | 03.11.2010            | середня            | член Партії «Союз»     | Ізобільненський поштовий зв'язок, листоноша                                           |
| 12       | Карнаух Лариса Іванівна        | 03.11.2010            | середня            | позапартійна           | домогосподарка                                                                        |
| 13       | Кішфетдінов Енвер Аблязович    | 03.11.2010            | вища               | член Партії регіонів   | КП «Ізобільненський сільком», голова селькомунхозу                                    |
| 14       | Слесаренко Любов Вікторівна    | 03.11.2010            | вища               | позапартійна           | Ізлбільненська сільська рада, секретар                                                |
| 15       | Ткач Тетяна Олександрівна      | 03.11.2010            | вища               | член Партії регіонів   | приватний підприємець                                                                 |
| 16       | Кишфетдінова Гульшен Ахмедівна | 03.11.2010            | середня            | член Партії регіонів   | домогосподарка                                                                        |